# ナイアシン

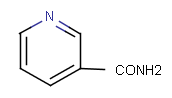
ニコチン酸アミド

ナイアシン (Niacin) は、ニコチン酸とニコチン酸アミド（ナイアシンアミド）の総称で、ビタミンB3 とも言う。水溶性ビタミンのビタミンB複合体の1つである。糖質・脂質・タンパク質の代謝に不可欠である。エネルギー代謝中の酸化還元酵素の補酵素として重要である。循環系、消化系、神経系の働きを促進するなどの働きがある。通常の食生活では欠乏し難いものの、トウモロコシが主食の生活圏では欠乏することがあり、ペラグラ、皮膚炎、口内炎、神経炎や下痢などの症状を生じる。過剰症では紅潮などナイアシンフラッシュを生じる。
化学的物性はニコチン酸が詳しい。

## 摂取
生体内においては、ナイアシンはトリプトファンから生合成される。ヒトの場合は、さらに腸内細菌がトリプトファンからのナイアシン合成を行っている。このため、通常の食生活を送る上では欠乏症に陥ることは少ない。
トウモロコシを主食とする場合、トウモロコシのトリプトファン含量が少ないため、ナイアシンとトリプトファンがともに欠乏し、ペラグラなどの欠乏症状を呈する場合がある。また、ロイシンを非常に多く含むモロコシを主食とする場合、過剰のロイシンにより（トリプトファンをニコチン酸に変換する際に重要な役目を持った酵素である）キノリン酸ホスホリボシルトランスフェラーゼの阻害が起こり、結果として欠乏症に陥る可能性がある。また、ビタミンB6欠乏もナイアシン欠乏を促進しうる。
ナイアシンは、熱、酸、アルカリ、光いずれに対しても安定ではあるが、水溶性である。調理の際、煮汁などへの損失に注意しなければならない。

### 1日の目標摂取量
NE（ナイアシン当量）に換算して表記する。動物性タンパク質に1.4%,、植物タンパク質中に1.0%トリプトファンを含むとし、また、トリプトファン60 mgからナイアシン1 mgが生合成されるとし、食品中に含まれるナイアシン含量に加えてナイアシン当量を算出する。
- 成人男子 14-17 mgNE
- 成人女性 12-13 mgNE
- 許容上限摂取量を30 mgNEとする。

さらに、摂取エネルギー1000 kcalに対し4.8 mgNEを加える。
ナイアシンを豊富に含む食品
カツオ、サバ、ブリ、イワシ、レバー、鶏ささみ、マグロ、シラス干し、たらこ、豆類、コーヒー

## サプリメント
主として以下の成分がナイアシンサプリメントとして販売されている。
- ナイアシン
- ナイアシンアミド
- ナイアシンエステル化合物[注釈 2]

## 医薬品
- ニセリトロール - ナイアシンをエステル化した誘導体。日本では高脂血症を適応とする処方薬である。他の薬では下がらないリポタンパク質(a)（英語版）を若干下げる。
- ニコランジル - 亜硝酸薬の1つで一酸化窒素を生成し、狭心症/急性冠症候群に対する血管拡張剤として用いられる。一酸化窒素を生成した後、残基がNADとなる。

## 欠乏症
- ペラグラ
- 口舌炎
- 下痢などの胃腸障害
- 皮膚炎
- 神経症状

多彩ではあるが致命的でない症状を示すのが特徴的。
- 非悪性黒色腫性皮膚癌 -- 現在臨床試験が行われている[1]。

## 過剰症
- ナイアシン - 1日100 mg以上の摂取で皮膚が赤くなり（皮膚紅潮）ヒリヒリしたり、痒みが出る（掻痒感）が数時間で治まる。 国内外問わず、これを「ナイアシンフラッシュ」と呼ぶ。独特の感覚を引き起こすため、これを求めて故意にナイアシンを過剰摂取する者も多い。
- ナイアシン徐放剤 - 1日2000 mg以上で肝障害の可能性がある
- ナイアシンアミド - 1日3000 mg以上の摂取で肝障害の可能性がある

注意事項
- 高用量では血糖値を上昇させる恐れがあり糖尿病では注意が必要。
- 高用量では尿酸値を上昇させる恐れがあり痛風では注意が必要。

## 生合成
トリプトファンのナイアシンへの変換は、動物の場合肝臓にて行われる。

NADサイクル
Trp: トリプトファン
QA: キノリン酸
Na: ニコチン酸
NaMN: ニコチン酸モノヌクレオチド
NaAD: ニコチン酸アデニンジヌクレオチド
NAD: ニコチンアミドアデニンジヌクレオチド
NADP: ニコチンアミドアデニンジヌクレオチドリン酸
NR: ニコチンアミドリボシド
NMN: ニコチンアミドモノヌクレオチド
Nam: ニコチンアミド
ADP-ribose: ADPリボース

### ニコチンアミドアデニンジヌクレオチド（NAD）経路
トリプトファンは生体内において、トリプトファン-2,3-ジオキシゲナーゼ (EC 1.13.11.11)、アリルホルムアミダーゼ(EC 3.5.1.9)、キヌレニン-3-モノオキシゲナーゼ (EC 1.14.13.9)、キヌレニナーゼ (EC 3.7.1.3)、3-ヒドロキシアントラニル酸-3,4-ジオキシゲナーゼ (EC 1.13.11.6)および非酵素的反応によりキノリン酸(QA)に変換される。
EC 1.13.11.11 L-tryptophan + O2 = L-formylkynurenine
EC 3.5.1.9 N-formyl-L-kynurenine + H2O = formate + L-kynurenine
EC 1.14.13.9 L-kynurenine + NADPH + H+ + O2 = 3-hydroxy-L-kynurenine + NADP+ + H2O
EC 3.7.1.3 3-hydroxy-L-kynurenine + H2O = 3-hydroxy-anthranilate + L-alanine
EC 1.13.11.6 3-hydroxy-anthranilate + O2 = 2-amino-3-carboxymuconate semialdehyde
非酵素的反応 2-amino-3-carboxymuconate semialdehyde = pyridine-2,3-dicarboxylate(quinolinate;QA)
キノリン酸(QA)はキノリン酸ホスホリボシルトランスフェラーゼの作用によりNADサイクルに導入される。
EC 2.4.2.19 pyridine-2,3-dicarboxylate(quinolinate;QA) + 5-phospho-a-D-ribose 1-diphosphate(PRPP) = nicotinate D-ribonucleotide(nicotinate mono-nucleotide;NaMN) + diphosphate + CO2
なお、これらはキヌレニン経路の一部を構成している。

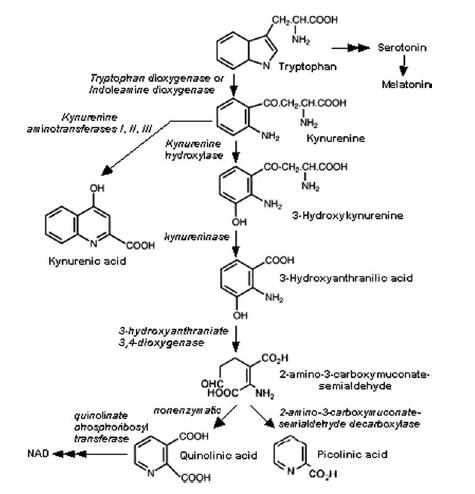
キヌレニン経路

### NADサイクル
生体内においてニコチン酸モノヌクレオチド(NaMN)、ニコチンアミドアデニンジヌクレオチド(NAD)、ニコチンアミド(NAm)、ニコチン酸(NA)は相互に変換される。これらの変換はニコチン酸ヌクレオチドアデニルトランスフェラーゼ (EC 2.7.7.18)、NAD+シンテターゼ (EC 6.3.5.1)、NAD+ヌクレオシダーゼ (EC 3.2.2.5)、ニコチンアミダーゼ (EC 3.5.1.19)、ニコチン酸ホスホリボシルトランスフェラーゼ (EC 2.4.2.11)により形成される回路上で行われる。
EC 2.7.7.18 ATP + nicotinate D-ribonucleotide(NaMN) = diphosphate + deamido-NAD+(NaAD)
EC 6.3.5.1 ATP + deamido-NAD+(NaAD) + L-glutamine + H2O = AMP + diphosphate + NAD+ + L-glutamate
EC 3.2.2.5 NAD+ + H2O = ADP-ribose + nicotinamide(NAm)
EC 3.5.1.19 nicotinamide(NAm) + H2O = nicotinate(NA) + NH3
EC 2.4.2.11 nicotinate(NA) + 5-phospho-a-D-ribose 1-diphosphate = nicotinate D-ribonucleotide(NaMN) + diphosphate

## その他
ナイアシン (Niacin) はニコチン酸ビタミン (NIcotinic ACid vitamIN) の略称であるが、この名称は元のニコチン酸という言葉が有害物質であるニコチンと混同されるのを避けるために付けられた。
結核菌 (Mycobacterium tuberculosis) は他の抗酸菌と比較して多量のナイアシンを産生する性質があり、この性質を利用した結核菌とその他の抗酸菌を判別する試験をナイアシン試験と呼ぶ。